# Erich von Wymetal

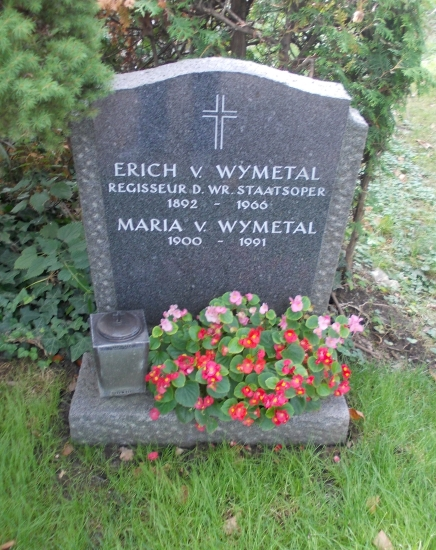
Grabstätte von Erich Wymetal

Erich Otto Ritter von Wymetal (16. September 1892 in Brünn – 28. Jänner 1966 in Wien) war ein österreichischer Schauspieler und Regisseur, der zwanzig Jahre lang an der Wiener Staatsoper arbeitete.

## Leben und Werk
Erich von Wymetal war der Sohn des Schauspielers und Theaterregisseurs Wilhelm von Wymetal (1863–1937) und der jüngere Bruder des späteren Choreographen und Regisseurs Wilhelm (1890–1970).
Er absolvierte die Kadettenschule in Mährisch-Weißkirchen und wurde zunächst Dragoner-Offizier. Nach dem Ende des Ersten Weltkrieges ließ er sich zum Schauspieler ausbilden und wurde in der Folge als Charakterkomiker an Bühnen in Klagenfurt und Salzburg verpflichtet. Seine Laufbahn als Regisseur begann am Stadttheater Troppau. Von 1933 bis 1936 inszenierte er Opern am Stadttheater Aussig. 1936 wurde er als Spielleiter und Regisseur an die Wiener Staatsoper verpflichtet, an der auch sein Vater arbeitete. Oberspielleiter der Staatsoper war damals Lothar Wallerstein. Das Spielplanverzeichnis listet für Erich von Wymetal vor allem Regiedienste und Spielleitungen, doch wurden ihm auch einige Neuinszenierungen übertragen – eher unbekannte Opern von Wolf-Ferrari, Salmhofer und Bizet.
Wymetal stand in keinem Widerspruch zum NS-Regime. Unmittelbar nach dem sogenannten Anschluss Österreichs, am 13. März 1938, wurde Lothar Wallenstein von den Nationalsozialisten seiner Funktion als Oberspielleiter der Wiener Staatsoper enthoben und mit Hausverbot belegt. Sein Nachfolger hieß Erich von Wymetal. Aufgrund seiner jüdischen Vorfahren konnte Wallerstein in keinem Theater des Deutschen Reichs mehr Arbeit finden und musste emigrieren. Als im Sommer desselben Jahres bei den Salzburger Festspielen die Wallenstein-Inszenierungen des Fidelio und des Rosenkavaliers gezeigt wurden, fungierte in den Programmheften Erich von Wymetal als Regisseur, ebenso bei der Meistersinger-Inszenierung von Herbert Graf. Die Urheberschaft beider tatsächlichen Regisseure wurde verschwiegen. Am 2. Februar 1939 inszenierte Wymetal auch die erste Uraufführung der Staatsoper nach dem sogenannten Anschluss: Königsballade, eine dreiaktige Oper mit einem Text von Otto Emmerich Groh und Musik von Rudolf Wille. Groh war von den Nationalsozialisten als Bühnenvorstand des Deutschen Volkstheaters in Wien eingesetzt worden. Das Sujet der Oper war einem germanischen Mythos gewidmet, dem norwegischen König Harald Hårfager.
Als Oberspielleiter sicherte sich Wymetal zwei weitere zentrale Neuinszenierungen: 1939 den neuen Fidelio unter Hans Knappertsbusch und 1940 die Wiener Erstaufführung der Daphne von Richard Strauss. Er wurde in den Nachkriegsjahren weiter beschäftigt und inszenierte 1950 einen neuen Eugen Onegin im Ausweichquartier der ausgebombten Staatsoper, im Theater an der Wien.
In den 1950er Jahren leitete er die Opernklasse am Konservatorium der Stadt Wien.
Sein Bruder Wilhelm emigrierte und arbeitete an der New Yorker Met, in Philadelphia und Pittsburgh sowie in Hollywood.
Wymetal wurde im Urnenhain der Feuerhalle Simmering (Abteilung 7, Ring 3, Gruppe 9, Nummer 19) in Wien beigesetzt.

## Inszenierungen an der Wiener Staatsoper (Auswahl)
- Wolf-Ferrari: Der Schmuck der Madonna, Dirigent: Hans Knappertsbusch, 19. März 1937
- Salmhofer: Iwan Sergejewitsch Tarassenko (Uraufführung)/Bizet: Djamileh, Dirigent: Josef Krips, 9. März 1938
- Beethoven: Fidelio, Dirigent: Hans Knappertsbusch, 9. Februar 1939
- Strauss: Daphne, Dirigent: Rudolf Moralt, 25. April 1940
- Humperdinck: Hänsel und Gretel, Dirigent: Kurt Tenner, 21. November 1945 (im Volksoperngebäude)
- Tschaikowski: Eugen Onegin, Dirigent: Meinhard von Zallinger, 21. Oktober 1950 (im Theater an der Wien)